# Hemerotrecha marathoni
Hemerotrecha marathoni är en spindeldjursart som beskrevs av Muma 1962. Hemerotrecha marathoni ingår i släktet Hemerotrecha och familjen Eremobatidae. Inga underarter finns listade i Catalogue of Life.